# Klaas de Jonge
Klaas de Jonge (5 september 1937 – Amsterdam, 5 mei 2023) was een Nederlandse mensenrechtenactivist en afrikanist, die soms werd afgeschilderd als terrorist. De Jonge staat vooral bekend als strijder tegen de apartheid in Zuid-Afrika.

## Levensloop

### Afrika
Hij studeerde antropologie en sociologie in Amsterdam en Parijs. In de jaren zeventig werkte De Jonge als onderzoeker bij het Afrika-Studiecentrum in Leiden, waar hij onder meer publiceerde over demografisch onderzoek in Tanzania en Senegal. 
De Jonge woonde begin jaren 1980 samen met zijn Belgisch-Nederlandse echtgenote Hélène Passtoors in Maputo, de hoofdstad van Mozambique. Hij werkte in dat land als antropoloog en zij werkte er als taalkundige. In die periode raakten ze bevriend met Joe Slovo, vooraanstaand lid van de Zuid-Afrikaanse organisatie Afrikaans Nationaal Congres (ANC), en zijn vrouw Ruth First. Toen First 1982 om het leven kwam door een bombrief die verstuurd was door de Zuid-Afrikaanse veiligheidsdienst BOSS, besloten De Jonge en Passtoors actief het ANC te steunen in de gewapende bevrijdingsstrijd. Na hun echtscheiding verhuisde De Jonge naar de Zimbabwaanse hoofdstad Harare.

### Nederlandse ambassade in Pretoria
De Jonge smokkelde voor het ANC wapens en explosieven naar Zuid-Afrika die hij verschool in een verborgen compartiment in de kofferbak van zijn auto. Op 23 juni 1985 werd hij op de terugweg van Johannesburg naar Harare door Zuid-Afrikaanse politie klemgereden en samen met Passtoors gearresteerd. De Jonge besloot mee te werken met het onderzoek in zijn zaak en hij wist daarbij op 9 juli te ontvluchten naar de Nederlandse ambassade in Pretoria. Hij kwam echter niet verder dan de receptie waar hij door Zuid-Afrikaanse politie in burger weer weggesleept werd. Aangezien de Zuid-Afrikaanse politie niet zomaar het terrein van de Nederlandse ambassade mocht betreden, laat staan daarvandaan een Nederlander tegen zijn wil mocht weghalen, was een diplomatieke rel het gevolg. 
Op 19 juli werd hij weer teruggebracht naar de ambassade waarbij de Zuid-Afrikaanse overheid meteen een verzoek indiende om hem over te dragen omdat hij nog steeds verdacht werd van het overtreden van de wapen- en ammunitiewet. Daar de Nederlandse ambassade moest verhuizen en geen toestemming kreeg om De Jonge mee te nemen, werd zijn situatie nog moeilijker. President Pieter Willem Botha wilde de diplomatieke onschendbaarheid van het oude kantoor in oktober 1985 opheffen, omdat de ambassade inmiddels was verhuisd en alleen nog De Jonge en twee ongewapende Nederlandse Marechausseeleden in het oude gebouw huisden. Na een bezoek van de Nederlandse speciale afgezant Henry Wijnaendts aan Botha werd dit dreigement in de ijskast gestopt, maar het probleem was daarmee nog niet opgelost.
De Jonge zou uiteindelijk ruim twee jaar in het gebouw verblijven. Op 7 september 1987 kwam hij bij een gecompliceerde gevangenenruil vrij: de Zuid-Afrikaanse majoor Wynand du Toit (een nationale Zuid-Afrikaanse held), die gevangen was genomen tijdens een geheime missie in Angola in 1985, werd toen samen met de lichamen van Zuid-Afrikaanse soldaten, die waren omgekomen in Angola, in het formeel onafhankelijke Zuid-Afrikaanse thuisland Ciskei uitgewisseld tegen Klaas de Jonge, de Franse anti-apartheidsactivist Pierre-André Albertini (die in Ciskei om dezelfde reden als De Jonge was veroordeeld en een politieke rel tussen Frankrijk en Zuid-Afrika had veroorzaakt) en 133 Angolese en Cubaanse krijgsgevangenen.
Over het verblijf in het ambassadegebouw schreef De Jonge het boek Dagboek uit Pretoria, dat was voorzien van een voorwoord door Karel Roskam. Passtoors zou in 1989 uit de gevangenis worden vrijgelaten hoewel ze in mei 1986 veroordeeld was tot tien jaar cel wegens hoogverraad. In juni 2013 bekende zij betrokken te zijn geweest bij de voorbereidingen van de zogenaamde Kerkstraatbomaanslag in Pretoria op 19 mei 1983 waarbij 19 doden en 217 gewonden vielen. Pas in 2017 erkende De Jonge dat ook hij betrokken was bij die aanslag. Zo was hij net als Passtoors ingezet bij de verkenning en was hij het die de auto vol explosieven, schroeven en ander restmetaal over de grens met Swaziland bracht.
Na een incident in 1988 was De Jonge ervan overtuigd dat de Zuid-Afrikaanse Apartheidsregering hem wilde doden. Hij werd blind aan een oog na een oogontsteking, mogelijk door het dragen van vergiftigde kleding.
Voor zijn bijdrage aan het verzet in Zuid-Afrika kreeg De Jonge in april 2019 de (zilveren) Oliver Tambo Award uit handen van de president van Zuid-Afrika, Cyril Ramaphosa.

### AABN / NiZA

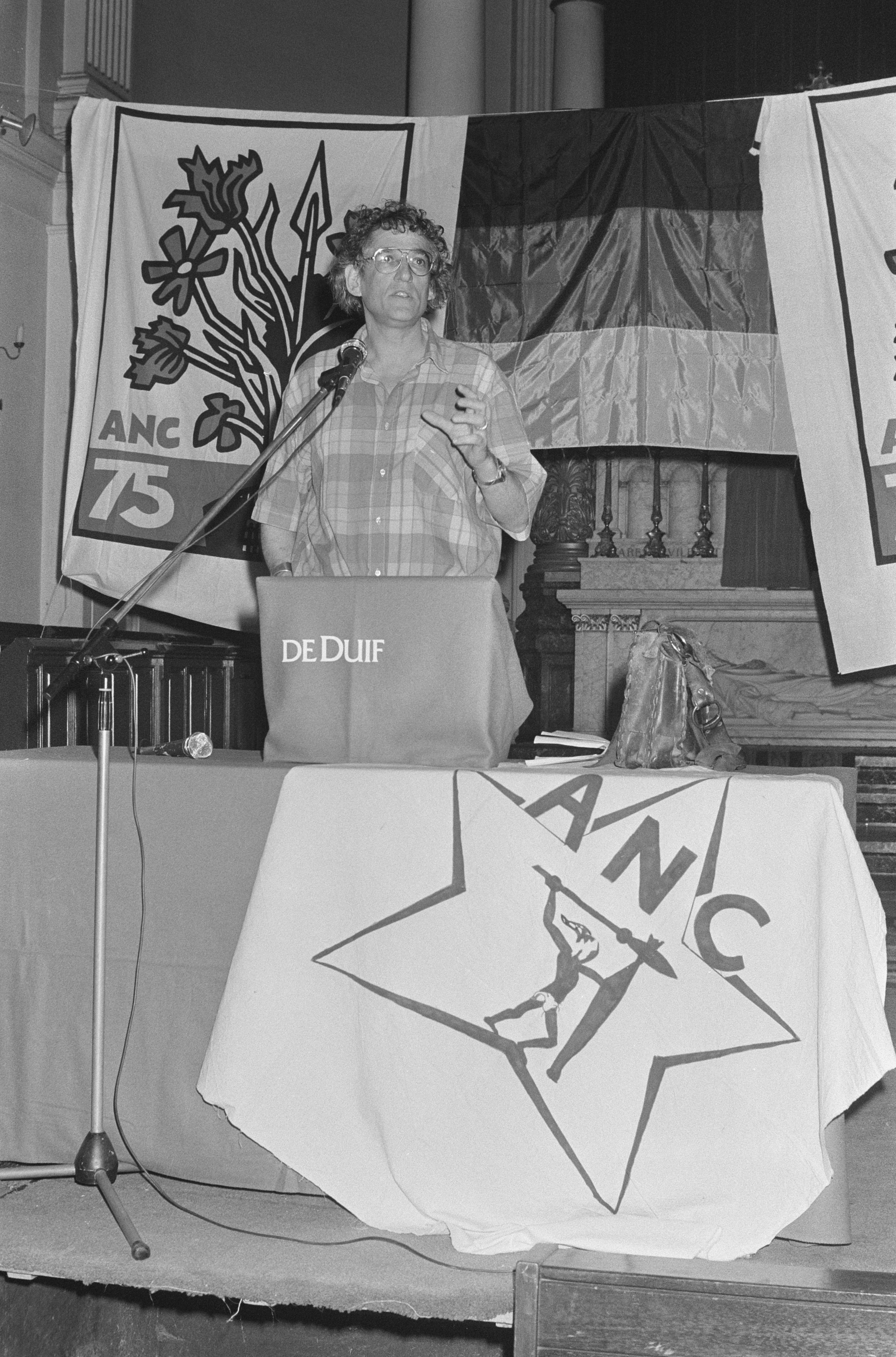
De Jonge in Amsterdam, met ANC-vlag

Na zijn terugkomst werd De Jonge actief binnen de Anti-Apartheidsbeweging Nederland (AABN; later gefuseerd met KZA tot Nederlands instituut voor Zuidelijk Afrika of kortweg NiZA). Nadat in Zuid-Afrika de apartheid was afgeschaft werd De Jonge in 1995 door het NiZA gevraagd om voor de Zuid-Afrikaanse Waarheids- en Verzoeningscommissie (TRC) onderzoek te doen. Dit onderzoek van twee keer zes maanden ging vooral over mogelijke geheime operaties door het apartheidsregime in Europa zoals de moord op de Zweedse premier Olof Palme in 1986. Dit onderzoek werd mogelijk gemaakt door een financiële bijdrage van de Nederlandse ambassade in Pretoria aan de TRC. In november 1997 kwam De Jonge met een rapport ter afsluiting van het onderzoek.

### Rwanda

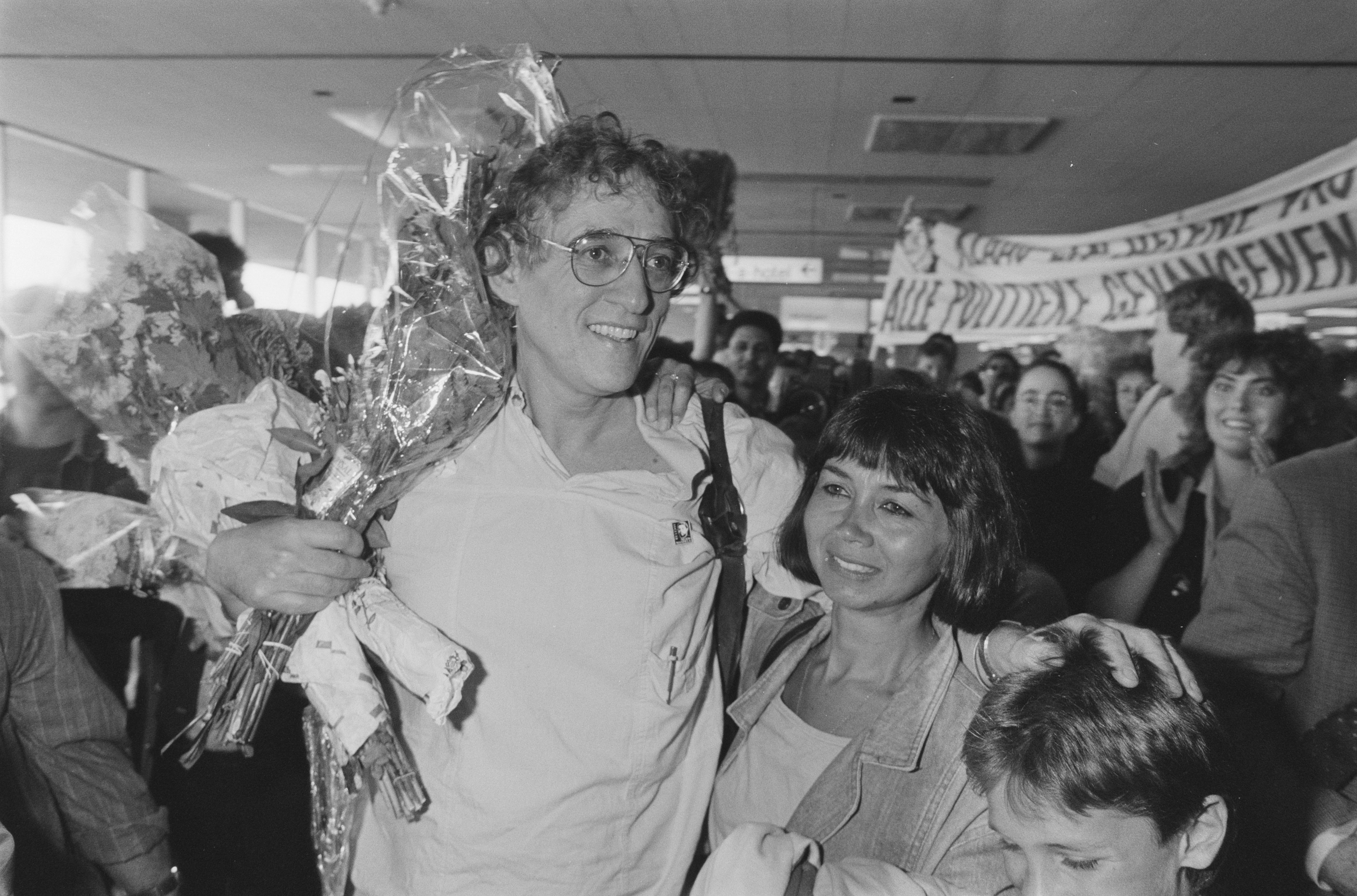
Klaas de Jonge keert terug op Schiphol na twee jaar in de Nederlandse ambassade in Pretoria te hebben vastgezeten.

In 1998 ging De Jonge werken als onderzoekscoördinator voor Penal Reform International (PRI) in de Rwandese hoofdstad Kigali. Tijdens de Rwandese Genocide in 1994 werden naar schatting 800.000 tot 1.000.000 Tutsi's en gematigde Hutu's vermoord. Het PRI probeert een eerlijke rechtsgang te bevorderen bij de berechting van oorlogsmisdadigers door de gacaca (Rwandese volkstribunalen). Met 120.000 verdachten zou het veel te lang duren om al die personen door de bestaande rechtbanken te laten berechten, waardoor deze volkstribunalen gezien worden als een mogelijkheid om de rechtsgang te bespoedigen. De hoofdverdachten werden echter berecht door het Rwanda-tribunaal onder auspiciën van de Verenigde Naties.

### Privéleven
Klaas de Jonge groeide op in Deventer en Olst en werd vader van twee zoons, beiden uit zijn eerste huwelijk. De laatste jaren van zijn leven leed hij aan uitgezaaide prostaatkanker. Op Bevrijdingsdag 2023 overleed hij op 85-jarige leeftijd door euthanasie.

## Publicaties

### Van Klaas de Jonge
- A contraceptive to revolution? : a reappraisal of Dutch policy regarding family assistance and the center-periphery model, 1972 (samen met Henk A. de Gans en Anton C. Kuijsten)
- Fertility in two rural areas of Tanzania : a dependent variable, 1972 (samen met Corlien M. Varkevisser)
- Migration en Casamance : exemple du village de Birkama, 1977
- Les migrations en Basse Casamance, 1978
- Rural development and inequality in Casamance (Southern Senegal), 1978
- Relations paysans-pêcheurs, capitalisme, état : une étude d'une lutte de classe en Casamance (Sud-Sénégal), 1980
- Descendre vers le sommet : een verslag van consultaties in Nederland, Mali, Niger, Boven-Volta en Senegal betreffende wenselijkheid en mogelijkheden van een onderzoeksprogramma in de Sahel, 1980 (samen met R.H.G. Bos en P.J.C. van Dijk)
- Dagboek uit Pretoria, 1987, ISBN 9060127390
- Interim report on research on Gacaca jurisdictions and its preparations (July–December 2001), januari 2002

### Over Klaas de Jonge
- Jenne Jan Holtland: De koerier van Maputo. Een Nederlander in de Zuid-Afrikaanse revolutie. Amsterdam, Podium Uitgeverij, 2021. ISBN 9789463810036
- Koen Peeters: De Minzamen. Roman. De Bezige Bij, 2021. ISBN 9789403130613
- Het zoekend hert ° The searching deer: videogesprekken van filosofiehuis 'Het zoekend hert' met Klaas de Jonge door de Vlaamse auteur en antropoloog Koen Peeters:(1)  De bewustwording van geweld en (2) Street boy. Familieverhalen van een overlever

- Gemeinsame Normdatei: 116341333X
- International Standard Name Identifier: 0000 0000 2229 9585
- Library of Congress Control Number: n83067872
- Nationale Bibliotheek van Israël: 987007333082105171
- Nederlandse Thesaurus van Auteursnamen: 073090247
- Système universitaire de documentation: 083394702
- Virtual International Authority File: 11220024
- WorldCat: E39PBJd3KxcbFrp8gdxbMy4THC